# 搜索 (电影)
《搜索》是一部2012年上映的中国大陆都市剧情片，改编自女作家文雨的网络小说《网逝》（原名《请你原谅我》）。本片由新丽传媒股份有限公司和北京二十一世纪盛凯影视文化交流有限公司联合出品，中国电影股份有限公司和华夏电影发行有限责任公司联合发行，并由著名导演陈凯歌执导，高圆圆、姚晨、赵又廷、陈红、王学圻、王珞丹主演。全片以公交车上的一次不让座事件为引子，讲述了当事女主人公在罹患绝症的情况下，因新闻报道和人肉搜索面临全社会舆论的鞭挞和指责，随着真相逐渐浮出水面，其展现的蝴蝶效应最终改写了被卷入其中的多个人的命运。
本片于2011年10月12日在浙江宁波开机拍摄，次年2月2日杀青关机。2012年7月6日，影片在中国大陆正式公映。

## 剧情
都市白领叶蓝秋在一个如常的早上，因为没有在公车上为一位老大爷让座，彻底改写了牵连其中的数人的命运。上市集团老总，城中富豪沈流舒因此陷入不安的漩涡；阔太太莫小渝因此勇敢地从被人羡慕嫉妒恨的婚姻家庭中落荒而逃；媒体新鲜人杨佳琪因此看透职场冷漠并借机成功上位；资深电视人陈若兮因此红极一时却又急转直下职场情场两失意；失业且负债累累的杨守诚因此获得一笔意外之财，却也因此经历了一场灵魂的“意外旅行”。

## 演员表
| 演員   | 角色   | 粵語配音 | 備註                                                                                             |
| 赵又廷 | 杨守诚 | 蘇強文   | 26岁，无业，杨佳琪的表哥，陈若兮的男友。因受叶蓝秋雇佣陪她度过生命中最后的几天，与她产生了感情。 |
| 姚晨   | 陈若兮 | 詹健兒   | 28岁，某电视台新闻工作者，《今日事件》主编。                                                     |
| 高圆圆 | 叶蓝秋 | 曾佩儀   | 26岁，斯拓公司高级白领，沈流舒的秘书。因患晚期癌症而抑郁，「公车不让座事件」的主角。             |
| 王学圻 | 沈流舒 | 張炳強   | 50岁，上市公司——斯拓公司董事长，事业至上型男人。                                                 |
| 陈红   | 莫小渝 | 陸惠玲   | 40岁，沈流舒的妻子。                                                                             |
| 王珞丹 | 杨佳琪 | 凌晞     | 22岁，实习小记者。杨守诚的表妹，陈若兮的下属职员。                                               |
| 陈燃   | 唐晓华 | 李潤知   | 25岁，斯拓公司白领，秘书。最后接替叶蓝秋的职位成为沈流舒的秘书。                                 |
| 张译   | 张沐   | 葉振聲   | 沈流舒助手                                                                                       |
| 赵宁宇 | 吕主任 | 劉昭文   | 陈若兮上司                                                                                       |

## 创作

### 理念
原著小说与本片表达的是当代中国人的爱与怕、人的欲望与浮躁心理等生存现状的一些问题。2005年电影《无极》让陈凯歌遭到网络漫骂之亲身经历（参见恶搞短片《一個饅頭引發的血案》）让他有了拍摄网络暴力题材作品的念头。影片中的网络暴力反映了互联网既有它积极正面的地方，也有被网民滥用对别人造成伤害之负面作用，影片引导人们对正在日益扩大社会影响的媒体影响力的关注。

### 拍摄
2011年10月18日在宁波举行开机发布会，全片在宁波取景拍摄，拍摄期三个多月，取景地包括三江口、宁波博物馆、杭州湾湿地等地。2012年2月上旬，进入后期制作阶段。

## 评议
多数媒体对本片的评价是“接地气”，一向擅长历史题材的陈凯歌这次转向现实，虽没有宏大的场面，在看似平淡如水的现实描绘底下，却隐隐汹涌着惊涛骇浪。“人肉搜索”、“网络围剿”、“小三”、“精神出轨”、“家庭冷暴力”、“职场上位”、“贿赂”等都被陈凯歌打造出来了。电影前半段轻松，后半段沉重，看完后压抑，却有反思的价值。
不少观众也不吝赞美之词：“《搜索》是陈凯歌的转型之作！”认为电影通过对“人肉搜索”的展现引发了大家对网络、对媒体的思考。
影片被一些观众认为是继《霸王别姬》后陈凯歌最好的电影，是华语片中不可多得的批判现实主义力作。

## 票房
影片在中国大陆首周三天收获4500万元，位居该周第二位。至8月5日累计1.76亿元人民币。

## 相关
- 趙又廷與高圓圓在拍攝電影《搜索》時相識相戀，于2012年4月，趙又廷在电影《痞子英雄：全面開戰》北京記者會時，大方承認與中國大陸演員高圓圓的戀情[18]。

## 獎項及提名
该片曾代表中国角逐2013年奥斯卡最佳外语片。王珞丹凭借此片荣获了第29届中国电影金鸡奖“最佳女配角”。
| 獎項                   | 類別                   | 名字   | 結果 |
| ---------------------- | ---------------------- | ------ | ---- |
| 2013年华语电影传媒大奖 | 观众票选最受瞩目男演员 | 赵又廷 | 提名 |
| 第29届中国电影金鸡奖   | 最佳女配角             | 王珞丹 | 獲獎 |
| 第29届中国电影金鸡奖   | 最佳摄影               | 杨述   | 提名 |
| 第15届中国电影华表奖   | 优秀故事片             |        | 獲獎 |
| 第15届中国电影华表奖   | 优秀境外华裔男演员奖   | 赵又廷 | 獲獎 |

## 脚注
1. ↑  . tube.   [2021-12-19]. （原始内容存档于2020-09-30）.
2. ↑  . 采昌國際. 2013-06-19  [2014-08-22]. （原始内容存档于2019-12-06）.
3. ↑  . 人民日报. 2012-07-26  [2014-08-22]. （原始内容存档于2016-03-04）.
4. 1 2  . 2012-08-07  [2013-12-12]. （原始内容存档于2013-12-12）.
5. ↑  . 新浪娱乐. 2011-10-18  [2013-10-22]. （原始内容存档于2019-10-08）.
6. ↑  . 新浪娱乐. 2011-12-15  [2014-08-22]. （原始内容存档于2019-09-26）.
7. ↑  . 2012-02-02.
8. ↑  . 现代金报. 2012-02-03  [2014-08-22]. （原始内容存档于2016-03-04）.
9. ↑  . 新浪娱乐. 2012-07-05  [2013-10-22]. （原始内容存档于2019-10-01）.
10. ↑  . 南方人物周刊. 2012-07-15. （原始内容存档于2020-08-13）.
11. ↑  . Mtime时光网. 2011-10-18. （原始内容存档于2020-10-25）.
12. ↑  . 杭州网. 2012-07-10  [2012-07-17]. （原始内容存档于2016-03-04）.
13. ↑  . Mtime时光网. 2012-02-09. （原始内容存档于2020-10-25）.
14. ↑  电影《搜索》：陈凯歌打了一个漂亮的翻身仗 （页面存档备份，存于）2012-07-06 南方网
15. ↑  评《搜索》：没有恶搞，只有反思 （页面存档备份，存于）2012-07-07 新华报业网
16. ↑  . 搜狐娱乐. 2012年7月11日. （原始内容存档于2019年10月6日）.
17. ↑  . 2012-07-10  [2013-12-12]. （原始内容存档于2013-12-12）.
18. ↑  趙又廷告白「我很珍惜她」 扶正高圓圓姊弟戀 （页面存档备份，存于） 2012年04月18日
19. ↑  . 新京报. 2012-09-29  [2012-09-30]. （原始内容存档于2012-11-01）.
20. ↑  . 网易娱乐. 2013-09-29  [2015-02-18]. （原始内容存档于2013-10-29）.